# CD-i

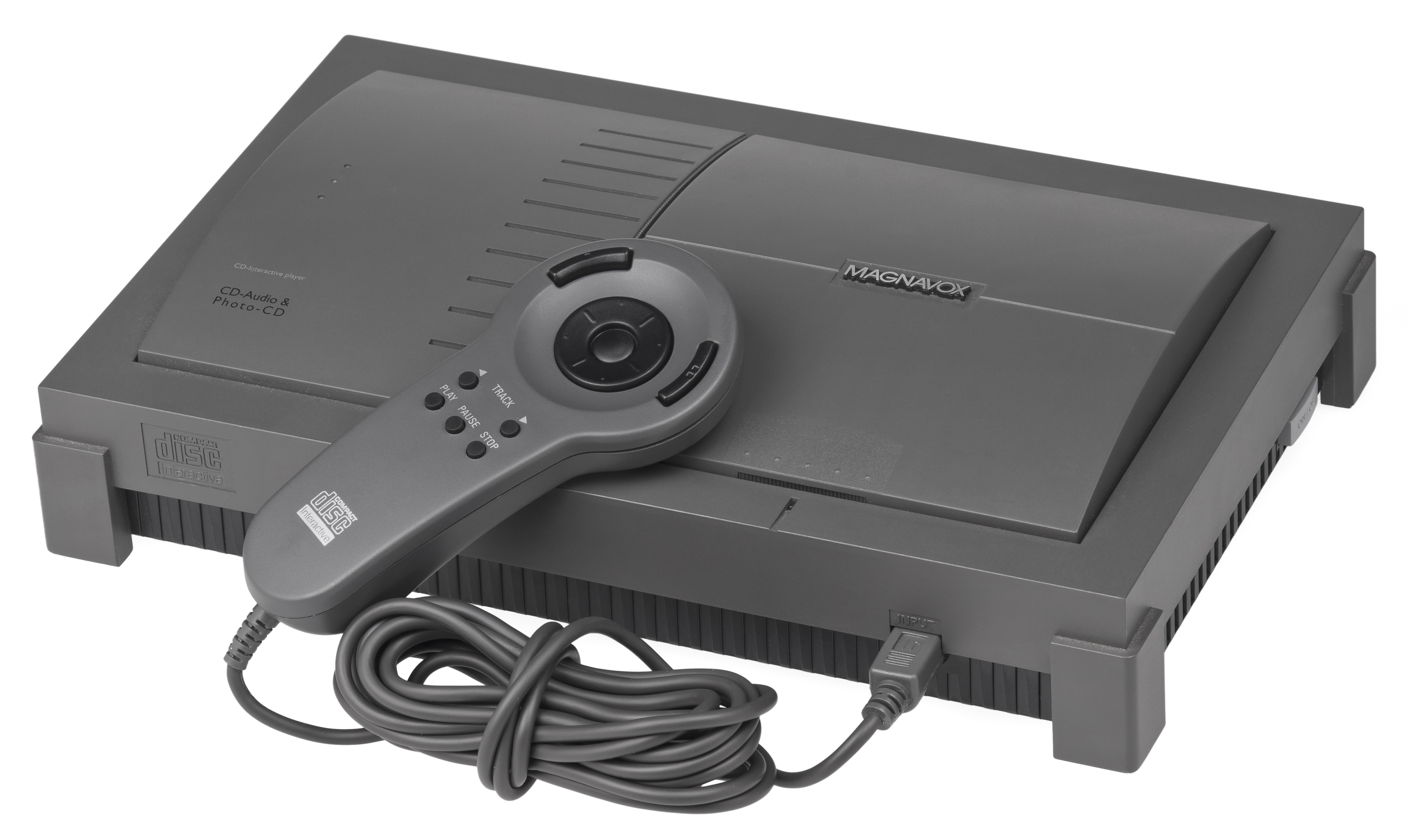
Konsola CD-i 450 w kolorze srebrnym

CD-i (Compact Disc Interactive) – interaktywny, multimedialny odtwarzacz CD, produkowany przez Royal Phillips Electronics N.V.
Pierwszy odtwarzacz CD-i Philipsa został wydany w roku 1991, a jego cena wynosiła wtedy około 700 dolarów. Urządzenie odtwarzało dyski CD-i, CD-Audio, CD+G, karaoke CD oraz Video CD. Do odtwarzania VCD niezbędne było dokupienie specjalnej karty wideo, aby zapewnić odtwarzaczowi kodeki MPEG-1. Odtwarzacz był produkowany w kilkunastu różnych wersjach, lecz wszystkie one były ze sobą kompatybilne.
W Polsce system ten został zaprezentowany na Targach Konsumpcyjnych Jesień-92 w Poznaniu przez przedsiębiorstwo Brabork, jednak nie został wtedy udostępniony na rynku. W 1995 roku Philips oznajmił, że będzie produkował odtwarzacze CD-i w Kwidzynie, które będą przeznaczone na sprzedaż do Europy Zachodniej. Urządzenie to było wtedy dostępne w polskich sklepach w liczbie kilkuset egzemplarzy, jednak głównie do celów szkoleniowych i prezentacyjnych. Najpopularniejszym oprogramowaniem CD-i w Polsce były filmy erotyczne. Prócz odtwarzaczy, płyty w tym formacie można było odtwarzać po zakupieniu legalnie dostępnych rozszerzeń dla PC i Amigi

## Specyfikacja techniczna
Procesor główny
- 16-bitowy chip 68070 CISC (jądro 68000)
- częstotliwość zegara – 15,5 MHz

Grafika
- procesor graficzny: MCD 212
- rozdzielczości: od 384×280 do 768×560
- kolory: 16,7 milionów

System operacyjny
- CD-RTOS (oparty na OS-9 Microware'u)

Inne
- 1,5 MB głównej pamięci RAM
- czytnik CD-ROM
- masa: z dodatkiem DV – 1,46 kg, bez dodatku DV – 1,21 kg
- ADPCM ośmiokanałowy dźwięk

akcesoria CD-i
- mysz CD-i
- trackball CD-i
- rozdzielacz portów I/O
- kontroler touchpad
- pad
- pilot wykorzystujący podczerwień